# Jean-Baptiste Frénet
Pour les articles homonymes, voir Frénet.

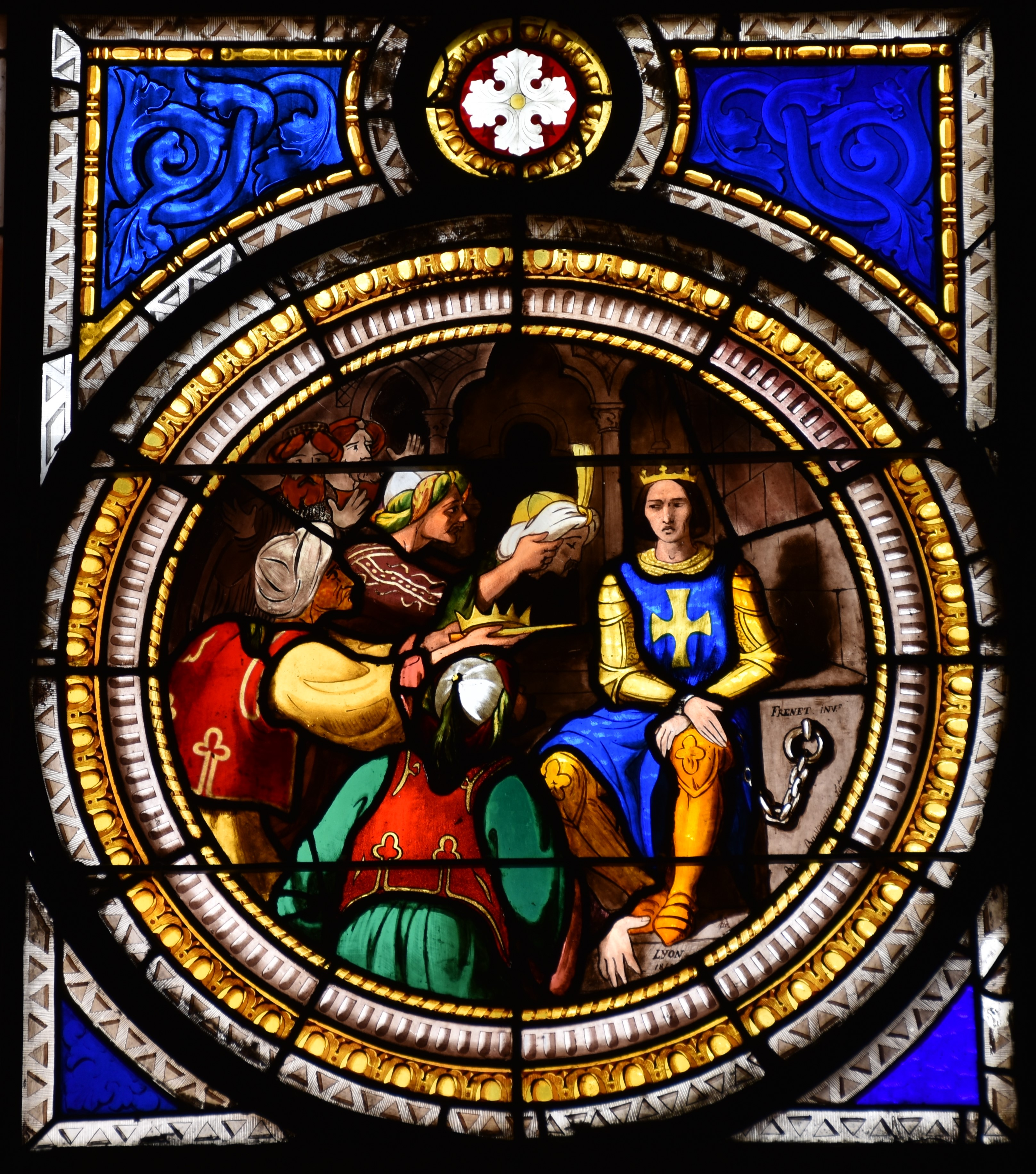
Saint Louis prisonnier, refusant la couronne d’Égypte (1844), vitrail, Lyon ,Église Notre-Dame Saint-Louis

Jean-Baptiste Frénet, né à Lyon le 31 janvier 1814, et mort à Charly le 12 août 1889, est un peintre, sculpteur, photographe et homme politique lyonnais.

## Biographie
Fils d'un fabricant d'étoffe de soie, Jean-Baptiste Frénet bénéficie des aspects artistiques du métier de son père et, attiré par le dessin, entre en 1827 à l'École des beaux-arts de Lyon. Il étudie la peinture de figure et sort de l'école en 1833 avec une mention honorable. En 1835, il arrive à Paris pour continuer sa formation dans l'atelier de Jean-Auguste-Dominique Ingres.
Il fréquente Frédéric Ozanam et milite pour un catholicisme libéral au sein de la Société de Saint-Vincent-de-Paul, fondée par Ozanam, mais ces aspirations libertaires, comme celles de Lamennais ou Lacordaire au sein de l'Église, sont condamnées par le pape Grégoire XVI. Cette période est formatrice pour Frénet et alimentera plus tard son inspiration dans ses œuvres religieuses.

### Le peintre
L'atelier d'Ingres ayant fermé, Frénet, en compagnie de ses amis Louis Janmot et Claudius Lavergne, lyonnais eux aussi, entreprend à ses frais un voyage en Italie où il retrouve son maître Ingres qui est devenu directeur de l'Académie de France à Rome. Une petite colonie de Lyonnais, où l'on distingue Hippolyte Flandrin, gravite autour d'Ingres à la villa Médicis, ils dessinent et peignent les monuments romains. En 1837, Frénet visite Florence puis quitte l'Italie.
De retour à Lyon, Jean-Baptiste Frénet expose pour la première fois au Salon de 1837 des œuvres ramenées d'Italie. En 1840, il fait un second voyage en Italie et expose son travail au retour. Il commence à être un membre reconnu de l'École de Lyon, cependant, la critique artistique n'est pas toujours tendre avec lui. N'arrivant pas à s'imposer à Paris où il expose au Salon de 1841, il décide de se retirer dans le village de Charly, près de Lyon, où il achète une maison.
Il continue sa peinture, essentiellement des sujets religieux, collabore à des vitraux pour l'église Saint-Louis-de-la-Guillotière, peint des fresques pour l'église de Charly. Enthousiasmé par la Révolution de 1848, il s'implique dans la politique municipale et est élu maire de Charly. Il postule comme professeur à l'École des beaux-arts de Lyon, soutenu par Ingres, mais est refusé. Il s'essaye à diverses techniques, la gravure, la sculpture, et se passionne pour la photographie encore balbutiante. À partir de 1850, il travaille à un grand projet de fresques pour la basilique Saint-Martin d'Ainay, mais l'humidité détériore son travail, ses commanditaires refusent de le payer, finalement elles sont détruites. Aigri, Frénet ne produira presque plus rien jusqu'à sa mort en 1889.

### Un pionnier de la photographie
Vers 1850, Frénet, qui à Lyon rencontre des personnalités de la photographie naissante, est amené à découvrir cette technique pour reproduire les fresques qu'il peint à Ainay. Curieux, il se passionne pour ce nouveau moyen d'expression qui lui offre un espace de répit dans les déboires qu'il subit avec sa peinture.
Frénet s'applique à sortir des prises de vues stéréotypées de l'époque impliquant de lourdes mises en scènes, et est un des premiers à pratiquer l'instantané, le sujet familier et intime. Cinq ans avant Nadar, il produit des portraits psychologiques et s'adonne au gros plan. Il considère la photographie comme un art, opinion qui vient d'émerger dans le premier numéro de la revue La Lumière organe de la jeune et éphémère Société héliographique créée en 1851. Frénet ouvrira un cabinet professionnel de photographie en 1866 et 1867 à Lyon.
Méconnu du grand public, son travail photographique est découvert en 2000 lors de la vente de son fonds photographique, où plusieurs pièces sont achetées par le musée d'Orsay,. Une autre vente aux enchères cataloguée fait date le 9 novembre 2021 avec la présentation de plus de 300 tirages d'époque sur papier salé et albuminé avec la maison de vente Millon à Paris. Collectionneurs, amateurs et institutions ont pu découvrir ses épreuves lors de l’exposition. 

### Source
- Michel Régnier, Jean-Baptiste Frénet, 1814-1889, peintre et photographe, éditions La Taillanderie, 2002  (ISBN 2876292750)